# Liste de jeux Linux
Cet article présente la liste de jeux Linux,,,- alias GNU/Linux, Linux étant ici une omission.
Pour un souci de cohérence, la liste utilise les noms français des jeux, si ce nom existe.
- Haut – A
- B
- C
- D
- E
- F
- G
- H
- I
- J
- K
- L
- M
- N
- O
- P
- Q
- R
- S
- T
- U
- V
- W
- X
- Y
- Z

## 0-9
| Titre                    | Genre               | Développeur                      | Éditeur                                               | Multilingue | Gratuit | Libre |
| ------------------------ | ------------------- | -------------------------------- | ----------------------------------------------------- | ----------- | ------- | ----- |
| 0 A.D.                   | STR                 | Wildfire Games                   | Wildfire Games                                        | ✔           | ✔       | ✔     |
| 140                      | Plates-formes       | Jeppe Carlsen, Abstraction Games | Abstraction Games, Double Fine Productions (consoles) | ✔           |         |       |
| 10000000                 | Réflexion, RPG      | Luca Redwood                     | EightyEight Games                                     | ✔           |         |       |
| 2064: Read Only Memories | Aventure graphique  | MidBoss                          | MidBoss                                               | ✔           |         |       |
| 7 Billion Humans         | Réflexion           | Tomorrow Corporation             | Tomorrow Corporation                                  | ✔           |         |       |
| 7 Days to Die            | Survival horror     | The Fun Pimps                    | The Fun Pimps, Telltale Publishing (consoles)         | ✔           |         |       |
| 9:05                     | Fiction interactive | Adam Cadre                       | Adam Cadre                                            | ✔           | ✔       |       |

## A
- Abadía del crimen, La
- Absolute Drift
- Abuse
- Action Quake 2
- Age of Wonders III
- Airline Tycoon
- Al-Qadim: The Genie's Curse
- Albion Online
- Alien: Isolation
- Alto's Adventure
- Always Sometimes Monsters
- America's Army
- American McGee's Alice
- American Truck Simulator
- Amnesia: The Dark Descent
- Amnesia: A Machine for Pigs
- Among the Sleep
- Analogue: A Hate Story
- Ancient Domains of Mystery
- And Yet It Moves
- Angband
- Ankh
- Ankh 2 : Le Cœur d'Osiris
- Anomaly: Warzone Earth
- Antichamber
- Aperture Tag
- Apotheon
- Aqua Panic!
- Aquaria
- Aragami
- Arena
- Ark: Survival Evolved
- ARMA III
- ARMA Tactics
- Armagetron
- Armello
- Armikrog
- Artifact
- Ash of Gods: Redemption
- AssaultCube
- Atom Zombie Smasher
- Audiosurf 2
- Awesomenauts
- Axiom Verge

## B
- Baba Is You
- Back to Bed
- Badland
- Baldur's Gate
  - Baldur's Gate: Enhanced Edition
  - Baldur's Gate: Siege of Dragonspear
- Ballistics
- Banner Saga, The
- Bard's Tale IV, The: Barrows Deep
- Barotrauma
- Basement Collection, The
- Bastion
- Bataille pour Wesnoth, La
- BattleBlock Theater
- BattleTech
- Beats of Rage
- Beginner's Guide, The
- Beholder
- Bendy and the Ink Machine
- Beneath a Steel Sky
- Besiege
- Between
- Beyond Eyes
- Binding of Isaac, The: Rebirth
- Bio Menace
- BioShock Infinite
  - BioShock Infinite : Carnage céleste
  - BioShock Infinite : Tombeau sous-marin
- Bird Story, A
- Bit.Trip Runner
- Black Book
- Black Mesa
- Black Mirror
- Black the Fall
- Blackwell Legacy, The
- Blackwell Unbound
- Blackwell Convergence
- Blake Stone: Aliens of Gold
- Blake Stone 2: Planet Strike
- Bleed
- Bleed 2
- Blobby Volley
- Blocks That Matter
- Bomber Crew
- Book of Unwritten Tales, The
- Book of Unwritten Tales, The: The Critter Chronicles
- Book of Unwritten Tales 2, The
- Borderlands 2
- Borderlands: The Pre-Sequel
- Botanicula
- Bound by Flame
- Boy and His Blob, A
- Braid
- Bridge, The
- Bridge Constructor Portal
- Brigador
- Broforce
- Broken Age
- Brütal Legend
- BZFlag

## C
- Canaan Online
- Captain Forever Remix
- Card City Nights
- Carmageddon: Reincarnation
- Castle Doctrine, The
- Cat Lady, The
- Cattle and Crops
- Causality
- Cave Story
- Cave, The
- Celeste
- Champions of Regnum
- Chaos Engine, The
- Chaos Reborn
- Chaos: In the Darkness
- Charlie Murder
- Chasm
- Chevaliers de Baphomet, Les
- Chevaliers et Camelots
- Chivalry: Medieval Warfare
- Cities in Motion 2
- Cities: Skylines
- Civilization V
- Civilization VI
- Civilization: Beyond Earth
  - Civilization: Beyond Earth - Rising Tide
- Civilization: Call to Power
- Closure
- Clustertruck
- Cobalt
- Codename: CURE
- Cogs
- Cold War
- Commander Keen in Keen Dreams
- Company of Heroes 2
- Continue?9876543210
- Core War
- Cosmic Express
- Cosmophony
- Cossacks 3
- Costume Quest
- Costume Quest 2
- Counter-Strike
- Counter-Strike: Condition Zero
- Counter-Strike: Global Offensive
- Counter-Strike: Source
- Crawl
- Crayon Physics
- Creatures
- Crown and Council
- Crusader Kings 2
- Crusader Kings 3
- Crypt of the NecroDancer
- Cube
- Cube 2: Sauerbraten

## D
- Danganronpa: Trigger Happy Havoc
- Danganronpa 2: Goodbye Despair
- Danger from the Deep
- Darkest Dungeon
- Darwinia
- Day of Defeat
- Day of Infamy
- Day of the Tentacle
- Dead Cells
- Dead Island
- Deadcore
- Deadly 30
- Deadly Rooms of Death
- Dear Esther
- Defcon: Everybody Dies
- DeFRaG
- Depression Quest
- Descent
- Descent 3
- Detention
- Deus Ex: Mankind Divided
- Devastation
- Dex
- Dicey Dungeons
- Digital: A Love Story
- Dirt Rally
- Dirt: Showdown
- Dishwasher, The: Vampire Smile
- Divinity: Original Sin
- Divinity: Original Sin II
- Dofus
- Doki Doki Literature Club!
- Dominions: Priests, Prophets and Pretenders
- Dominions II: The Ascension Wars
- Dominions 3: The Awakening
- Dominique Pamplemousse and Dominique Pamplemousse in "Combinatorial Explosion!"
- Don't Starve
- Don't Take It Personally, Babe, It Just Ain't Your Story
- Doom 3
  - Doom 3: Resurrection of Evil
- Doom and Destiny
- Door Kickers
- Dota 2
- Dota Underlords
- DreadOut
- Dreamfall Chapters: The Longest Journey
- Dropsy
- Drunken Robot Pornography
- Duke Grabowski: Mighty Swashbuckler!
- Duke Nukem 3D
- Dungeon Crawl
- Dungeon Defenders
- Dungeons of Dredmor
- Dust: An Elysian Tail
- Dustforce
- Dying Light
  - Dying Light: The Following

## E
- Eador: Masters of the Broken World
- Edge
- Edna and Harvey: Harvey's New Eyes
- Empire: Total War
- Enemy Territory: Quake Wars
- Enigma
- Enter the Gungeon
- Escape Goat
- Escapists, The
- Escapists 2, The
- Ethan: Meteor Hunter
- Euro Truck Simulator 2
- Europa Universalis 4
- Everything
- Evoland
- Expeditions: Conquistador

## F
- F1 2015
- F1 2017
- F1 2018
- Face Noir
- Factorio
- Fall, The
- Fallen: A2P Protocol
- Fantasy General
- FarSky
- Fez
- Fieldrunners
- Final Station, The
- Finding Teddy
- Firewatch
- FlightGear
- FlOw
- Foldit
- Football Manager 2014
- Football Manager 2015
- Football Manager 2016
- Football Manager 2017
- Football Manager 2018
- Football Manager 2019
- Football Manager 2020
- Forager
- Fossil Echo
- Fotonica
- Foul Play
- Fran Bow
- Freeciv
- FreeCol
- Freedoom
- FreeOrion
- Frets on Fire
- Frogatto and Friends
- Frontline Attack: War Over Europe
- Frozen Bubble
- Frozen Synapse
- FTL: Faster Than Light
- Full Throttle
- Future Unfolding

## G
- Galak-Z: The Dimensional
- Galcon Fusion
- Galcon Legends
- Galcon 2: Galactic Conquest
- Game Dev Tycoon
- Gang Beasts
- Garry's Mod
- Garshasp: The Monster Slayer
- Gbrainy
- GCompris
- Gibbous - A Cthulhu Adventure
- Gish
- Glest
- GLTron
- Gnometris
- GNUbik
- GNU Go
- Goat Simulator
- Gods Will Be Watching
- Golden Wake, A
- Gone Home
- Gorky 17
- Greed Corp
- GRID Autosport
- Grim Fandango
- Guacamelee!
- Gunpoint
- Gunroar
- Guns of Icarus Online

## H
- Hacknet
- Half-Life
  - Half-Life: Opposing Force
  - Half-Life: Blue Shift
- Half-Life 2
  - Half-Life 2: Deathmatch
  - Half-Life 2: Episode One
  - Half-Life 2: Episode Two
  - Half-Life 2: Lost Coast
- Hammerwatch
- Hand of Fate
- Hard West
- Harvester
- Hazelnut Bastille
- Hearts of Iron 4
- Heavy Bullets
- Heavy Gear II
- Heavy Metal: FAKK2
- Hedgewars
- Herald: An Interactive Period Drama
- Heretic II
- Heroes of Might and Magic III
- Heroes of Newerth
- Hexen
- Hexen II: Portal of Praevus
- Hitman
- Hitman Go
- Hive Jump
- Hollow Knight
- Hollow Knight: Silksong
- Holy Potatoes! We're in Space?!
- Homefront: The Revolution
- Homeworld
- Hopkins FBI
- Hot Lava
- Hotline Miami
- Hotline Miami 2: Wrong Number
- House in California, A
- Human Resource Machine
- HuniePop
- Hybrid Wars
- Hyper Light Drifter
- Hypnospace Outlaw

## I
- I Have No Mouth, and I Must Scream
- Imperator: Rome
- Incredipede
- Indiana Jones et le Mystère de l'Atlantide
- Indivisible
- Induction
- Infinifactory
- Insanely Twisted Shadow Planet
- Insidia
- Insurgency
- Insurgency: Modern Infantry Combat
- Insurgency: Sandstorm
- Into the Breach
- Invisible, Inc.
- Ion Fury
- Iris and the Giant
- Iron Danger
- Iron Sky: Invasion
- Ironclad Tactics
- Islanders
- Iter Vehemens ad Necem
- Ittle Dew

## J
- Jack Keane
- Jagged Alliance 2
- Jagged Alliance: Back in Action
- James Renard : Opération Milkshake
- Jamestown: Legend of the Lost Colony
- Jazzpunk
- Joe Danger 2: The Movie
- Jotun
- Journey Down, The
- Jump 'n Bump
- JumpJet Rex
- Jurassic World Evolution
- Just Shapes and Beats

## K
- Kairo
- Katawa Shōjo
- Kentucky Route Zero
- Kerbal Space Program
- Killing Floor
- Kingdom
- Kingdom Rush
- Kingdom Rush Frontiers
- Knights and Bikes
- Knights of Pen and Paper
- Knytt Underground
- Kohan: Immortal Sovereigns
- Kona
- Kwaan

## L
- Labyrinth of Time, The
- Ladykiller in a Bind
- Lara Croft Go
- Last Epoch
- Lastfight
- Layers of Fear
- LBreakout
- Left 4 Dead 2
- Legacy of Dorn: Herald of Oblivion
- Legend of Grimrock 2
- Lego Minifigures Online
- Life Goes On
- Life Is Strange
- Life Is Strange: Before the Storm
- Limbo
- Lincity
- Lincity-ng
- Linelight
- Liquid War
- Little Inferno
- Little Misfortune
- Lone Survivor
- Long Dark, The
- Lovely Planet
- Lovers in a Dangerous Spacetime
- Luftrausers
- Lugaru
- Lumo
- Luxuria Superbia

## M
- MachiaVillain
- Machinarium
- Mad Max
- Magicka 2
- Majesty: The Fantasy Kingdom Sim
- Marathon
- Marathon 2: Durandal
- Marble Blast
- Mark of the Ninja
- Massive Chalice
- Medal of Honor : Débarquement allié
- Medieval II: Total War
  - Medieval II: Total War Kingdoms
- Mercenary Kings
- Metal Slug 3
- Metro 2033
- Metro: Last Light
- Miegakure
- Mighty No. 9
- Minecraft
- Mini Metro
- Minions of Mirth
- Minit
- MirrorMoon EP
- Moria
- Mother Russia Bleeds
- Mount and Blade: Warband
- Mountain
- Move or Die
- Mtp Target
- Mu-cade
- Murder in the Hotel Lisbon
- Mushroom 11
- Myth II : Le Fléau des âmes

## N
- N
- N++
- NAM
- Narcissu
- Narcissu: Side 2nd
- NetHack
- Never Alone
- Neverball
- Neverwinter Nights
  - Neverwinter Nights: Shadows of Undrentide
  - Neverwinter Nights: Hordes of the Underdark
- Next Penelope, The
- Nexuiz
- Night in the Woods
- Nihilumbra
- Nimble Quest
- Noiz2sa
- Northgard
- Not A Hero
- No Time to Explain
- Novelist, The
- Nuclear Dawn
- Nuclear Throne

## O
- Observer
- Octodad: Dadliest Catch
- Oil Rush
- OlliOlli
- OlliOlli 2: Welcome to Olliwood
- OneShot
- Oniken
- Oolite
- OpenArena
- OpenBVE
- OpenCity
- Open trial
- OpenTTD
- Opus Magnum
- Oregon Trail, The
- Orwell
- OTTTD
- Out of the Park Baseball 14
- Out of the Park Baseball 15
- Out of the Park Baseball 16
- Out of the Park Baseball 17
- Out of the Park Baseball 18
- Out There
- Outer Wilds
- Outland
- Outlast
- Outlast: Whistleblower
- Overcooked 2
- Overgrowth
- Overland
- Owlboy
- Oxenfree
- Oxygen Not Included

## P
- Pac-Man 256
- Papers, Please
- Papo et Yo
- Paradise Lost: First Contact
- Paranautical Activity
- Parkitect
- Parsec47
- Party Hard
- Passage
- Pathfinder: Kingmaker
- Payday 2
- Penumbra: Black Plague
- Penumbra: Overture
- Penumbra: Requiem
- Pier Solar and the Great Architects
- Pikuniku
- Pioneer (jeu vidéo) (en)
- Piliers de la Terre, Les
- Pillars of Eternity
  - Pillars of Eternity: The White March
- Pillars of Eternity II: Deadfire
- Pingus
- Pixel Piracy
- PixelJunk Monsters
- PixelJunk Shooter
- Plague Inc: Evolved
- PlaneShift
- Planetary Annihilation
- Pok3d
- PokerTH
- Poöf vs. The Cursed Kitty!
- Portal
- Portal 2
- Portal Stories: Mel
- Postal
- Postal²
- Powermanga
- Powernode
- Prey (2006)
- Primordia
- Prismata
- Prison Architect
- Prodeus
- Project Hospital
- Proteus
- Puddle
- Punch Club
- Pyjama Sam : Héros de la nuit
- Pyre

## Q
- Quadrilateral Cowboy
- Quake
- Quake II
- Quake III Arena
- Quake 4
- Quake Live

## R
- Racer
- Railroad Tycoon II
- Railway Empire'
- Raptor: Call of the Shadows
- Rats: Time Is Running Out!
- Raven's Cry
- Ravensword: Shadowlands
- Realpolitiks
- Reaper: Tale of a Pale Swordsman
- Red Strings Club, The
- Refunct
- Renowned Explorers
- Retro City Rampage
- Return to Castle Wolfenstein
- Reus
- Revenge of the Titans
- Rex Nebular and the Cosmic Gender Bender
- Ri-li
- Ricochet
- Rigs of Rods
- RimWorld
- Rise of the Tomb Raider
- Rise of the Triad
- River City Ransom: Underground
- Robin Hood : La Légende de Sherwood
- Robocraft
- Rochard
- Rocket Arena
- Rocket League
- Rogue Legacy
- Ronin
- Roundabout
- RRootage
- Ruiner
- Rune
- Rune: Halls of Valhalla
- Rust
- Rymdkapsel
- Ryzom

## S
- Sacred
- Samurai Riot
- Satellite Reign
- Savage: The Battle for Newerth
- Scorched 3D
- ScourgeBringer
- Seasons After Fall
- Second Face, A
- Second Life
- Secret Maryo Chronicles
- Secrets of Rætikon
- Septerra Core
- Serena
- Serial Cleaner
- Serious Sam : Premier Contact
- Serious Sam : Second Contact
- Serious Sam II
- Serious Sam 3: BFE
- Serious Sam VR: The Last Hope
- Serious Sam's Bogus Detour
- Seven Kingdoms
- Shadow Tactics: Blades of the Shogun
- Shadow Warrior (1997)
- Shadow Warrior (2013)
- Shadowgrounds
- Shadowgrounds Survivor
- Shadowrun Returns
- Shadowrun: Hong Kong
- Shadwen
- Shank
- Shank 2
- Shelter 2
- Shenzhen I/O
- Shogo: Mobile Armor Division
- Short Hike, A
- Shovel Knight
  - Shovel Knight: Plague of Shadows
  - Shovel Knight: Specter of Torment
- Shroud of the Avatar: Forsaken Virtues
- Sid Meier's Alpha Centauri
  - Sid Meier's Alien Crossfire
- Siege of Avalon
- Silence
- SimCity 3000
- Sims, Les
- Simutrans
- Sin
- Sir, You Are Being Hunted
- Skullgirls
- Skulls of the Shogun
- Sky Force Anniversary
- Sky Force Reloaded
- Skyhill
- Slaves to Armok II: Dwarf Fortress
- Slay the Spire
- Slayers Online
- Slime Rancher
- Slow Down, Bull
- Smokin' Guns
- Software Inc.
- Solar 2
- SolarWolf
- Soldier of Fortune
- SOMA
- Space Hulk (2013)
- Space Pirates and Zombies
- Space Pirates and Zombies 2
- Space Run
- SpaceChem
- Spec Ops: The Line
- Speed Dreams
- SpeedRunners
- Spiral Knights
- Splasher
- Splice
- Sportsfriends
- Spring
- Star Trek: 25th Anniversary
- Star Wars: Knights of the Old Republic II - The Sith Lords
- Star Wars: X-Wing
- Starbound
- Stardew Valley
- StarMade
- State of Mind
- Station, The
- Stealth Bastard
- SteamWorld Dig
- SteamWorld Dig 2
- SteamWorld Heist
- Stellaris
- Stephen's Sausage Roll
- StepMania
- Steredenn
- Story About My Uncle, A
- Strife (2015)
- Strike Suit Zero
- Stronghold 3
- Sudden Strike 4
- Summertime Saga
- Surviving Mars
- Sundered
- Super 3D Noah's Ark
- Super Hexagon
- Super Meat Boy
- Super Meat Boy Forever
- Superhot
- SuperTux
- SuperTuxKart
- Surgeon Simulator 2013
- Surviving Mars
- Swapper, The
- Sword Coast Legends
- Sword of the Stars: The Pit
- Swords and Soldiers

## T
- T.E.C 3001
- Tacoma
- Tactical Ops: Assault on Terror
- Tactical Ops: Crossfire
- Tales of Maj'Eyal
- Talos Principle
- Tanki Online
- Team Fortress
- Team Fortress Classic
- Team Fortress 2
- TecnoballZ
- Teeworlds
- Teleglitch
- Tenés Empanadas Graciela
- Terraria
- Terre du Milieu, La : L'Ombre du Mordor
  - Terre du Milieu, La : L'Ombre du Mordor - Seigneur de la chasse
  - Terre du Milieu, La : L'Ombre du Mordor - Seigneur de lumière
- Teslagrad
- Tetrinet
- Tetrobot and Co.
- Thimbleweed Park
- This Is the Police
- This War of Mine
- Thomas Was Alone
- Three Fourths Home
- Throne of Darkness
- Tibia
- Ticket to Ride
- Timespinner
- Tiny and Big in Grandpa's Leftovers
- To the Moon
- Toki Tori
- Tomb Raider (2013)
- Tony Tough and the Night of Roasted Moths
- Torchlight
- Torchlight II
- TORCS
- Toribash
- Torment: Tides of Numenéra
- Torus Trooper
- Total War: Attila
- Total War: Shogun 2
  - Total War: Shogun 2 - L'Essor des samouraïs
  - Total War: Shogun 2 - La Fin des samouraïs
- Total War: Warhammer
- Total War: Warhammer 2
- Total War Saga: Fall of the Samurai
- Total War Saga: Thrones of Britannia
- Total War Saga: Troy
- Tower of Guns
- TowerFall Ascension
- TrackMania Nations
- Traffic Giant
- Train Fever
- Transistor
- Transport Fever
- Tremulous
- Tribes 2
- Trine
- Trine 2
- Trine 3: The Artifacts of Power
- Trine 4: The Nightmare Prince
- Tropico
- Tropico 5
- Tropico 6
- Trüberbrook
- Tumiki Fighters
- Tux Racer
- TuxKart
- TuxMath
- TuxType
- Tyranny

## U
- UFO: Alien Invasion
- Ultimate General: Gettysburg
- UltraStar
- Undertale
- Unforeseen Incidents
- Unknown Horizons
- Unmechanical
- Unreal Tournament
- Unreal Tournament 2003
- Unreal Tournament 2004
- Unsung Story
- Unturned
- Unvanquished
- Unworthy
- Uplink
- Urban Terror

## V
- VA-11 Hall-A
- Vampire: The Masquerade - Coteries of New York
- Vangers
- Vaporum
- Vega Strike
- Velocity 2X
- Vendetta Online
- Verdun
  - Tannenberg
- VGA Planets
- Victor Vran
- Vive le Roi
- Volgarr the Viking
- VVVVVV

## W
- Wacky Wheels
- Wakfu
- Waking Mars
- Walking Dead, The
- War Thunder
- Wardrobe, The
- Wargame: European Escalation
  - Wargame: AirLand Battle
  - Wargame: Red Dragon
- Warhammer: Arcane Magic
- Warhammer Quest
- Warhammer 40,000: Dawn of War II
  - Warhammer 40,000: Dawn of War II - Chaos Rising
  - Warhammer 40,000: Dawn of War II - Retribution
- Warhammer 40,000: Dawn of War III
- Warhammer 40,000: Eternal Crusade
- Warmux
- Warsow
- Warspear Online
- Warzone 2100
- Wasteland
- Wasteland 2
- Wasteland 3
- We. The Revolution
- West of Loathing
- We Were Here Too
- Where the Water Tastes Like Wine
- Widelands
- Wild Eight, The
- Windosill
- Witcher 2, The: Assassins of Kings
- Wizardry VII: Crusaders of the Dark Savant
- Wizorb
- Woah Dave!
- Wolfenstein: Enemy Territory
- Wonder Boy: The Dragon's Trap
- World of Goo
- World of Padman
- Worms Reloaded
- Worms: Clan Wars
- Wrath: Aeon of Ruin

## X
- X-Blades
- X-Men: The Ravages of Apocalypse
- X-Moto
- X-Plane
- X2: The Threat
- X3: Reunion
- X3: Terran Conflict
- X3: Albion Prelude
- X Rebirth
- XBill
- XCOM: Enemy Unknown
  - XCOM: Enemy Within
- XCOM 2
  - XCOM 2: War of the Chosen
- Xenonauts
- Xonotic
- XPilot

## Y
- Yo Frankie!
- Yooka-Laylee
- YS Flight Simulation System 2000

## Z
- ZAngband
- Zen Bound
- Ziggurat (2014)

- Haut – A
- B
- C
- D
- E
- F
- G
- H
- I
- J
- K
- L
- M
- N
- O
- P
- Q
- R
- S
- T
- U
- V
- W
- X
- Y
- Z